# Euxestonotus eros
Euxestonotus eros är en stekelart som beskrevs av Peter Neerup Buhl 1998. Euxestonotus eros ingår i släktet Euxestonotus och familjen gallmyggesteklar. Inga underarter finns listade i Catalogue of Life.